# Apaustis
Apaustis là một chi bướm đêm thuộc họ Noctuidae.

## Các loài
- Apaustis rupicola (Denis & Schiffermüller, 1775)
- Apaustis theophila (Staudinger, 1866)